# Jamal Crawford
Aaron Jamal Crawford (Seattle, 20 de Março de 1980) é um ex-jogador de basquete profissional norte-americano que jogou 20 temporadas na National Basketball Association (NBA).
Crawford é considerado um dos jogadores com melhor controle de bola da história da liga, e, junto com Lou Williams, conquistou 3 prêmios de Sexto Homem do Ano.
Junto de outras conquistas e curiosidades, Crawford é o líder de jogadas de quatro pontos (quando um jogador converte uma cesta de três pontos, sofre a falta e converte o lance livre). No dia 9 de abril de 2019, ele se tornou não só o jogador mais velho a terminar um jogo com 50 pontos ou mais, mas também o primeiro jogador a ter um jogo de 50 pontos com quatro franquias diferentes. Os 51 pontos foram também a maior pontuação conquistada por um reserva. Na história da NBA, Crawford está em vigésimo-segundo em jogos de 50 pontos, com 4, empatado com George Mikan, Larry Bird e outros 7 jogadores, e em oitavo em cestas de três pontos, com 2.221. Crawford é o segundo jogador na história a fazer mais de 10.000 pontos sendo reserva.
Em 2021, ele começou a comentar os jogos pelo NBA League Pass.

## Carreira no ensino médio
Crescendo em Seattle, Crawford jogou no Rainier Beach High, uma escola que produziu vários outros jogadores da NBA como Doug Christie, Nate Robinson, Terrence Williams, Kevin Porter Jr. e Dejounte Murray.
Jamal liderou a equipe na conquista do Campeonato Estadual da Associação de Atividades Interescolares de Washington (WIAA) de 1998. Em 2001, Rainier Beach aposentou sua camisa número 23 para comemorar seu impacto; e em 2018, ele o introduziu em seu Hall da Fama para honrar seu legado.

## Carreira universitária
Tendo ganho uma bolsa de estudos para a Universidade de Michigan, Crawford começou a basquete universitário sob o comando do técnico Brian Ellerbe.
No entanto, no início da temporada de 1999-00, ele sofreu uma suspensão de seis jogos da NCAA. A decisão controversa foi protestada pela universidade, embora sem sucesso. Após a suspensão, Crawford se juntou ao time titular e teve médias de 16,6 pontos, 4,5 assistências e 2,8 rebotes na temporada. Após sua temporada de calouro, ele se declarou para o draft da NBA de 2000.

## Carreira profissional

### Chicago Bulls (2000–2004)
Crawford foi selecionado pelo Cleveland Cavaliers como a 8º escolha geral no draft da NBA de 2000. No mesmo dia, ele foi trocado para o Chicago Bulls em troca de Chris Mihm. Em seu primeiro ano pelos Bulls, Crawford converteu apenas 35,2% dos seus arremessos. Mesmo assim, o novato conseguiu pontuar dois dígitos em 10 vezes. Ele teve médias de 4,6 pontos, 1,5 rebotes e 2,3 assistências em 61 jogos (8 como titular).
Em sua segunda temporada na NBA, uma lesão limitou Crawford a 23 jogos (6 como titular). No entanto, ele melhorou em quase todas as categorias estatísticas e teve médias de 9,3 pontos, 1,5 rebotes e 2,4 assistências, além de converter 44,8% de seus arremessos.
Em sua terceira temporada com os Bulls, Crawford emergiu como um componente-chave do ataque do técnico Bill Cartwright. Suas médias melhoraram ainda mais para 10,7 pontos, 2,3 rebotes, 4,2 assistências e 1 roubo de bola em 80 jogos (31 como titular). Os Bulls não foram para os playoffs com um recorde de 30-52.
Sua quarta temporada na NBA seria a sua última em Chicago. Promovido a titular, Crawford teve médias de 17,3 pontos, 3,5 rebotes, 5,1 assistências e 1,4 roubos de bola. Em 11 de abril de 2004, ele marcou 50 pontos contra o Toronto Raptors em uma vitória por 114-108 na prorrogação. Antes do início da temporada de 2004-05, ele foi negociado, junto com Jerome Williams, para o New York Knicks em troca de Dikembe Mutombo, Othella Harrington, Frank Williams e Cezary Trybanski.

### New York Knicks (2004–2008)

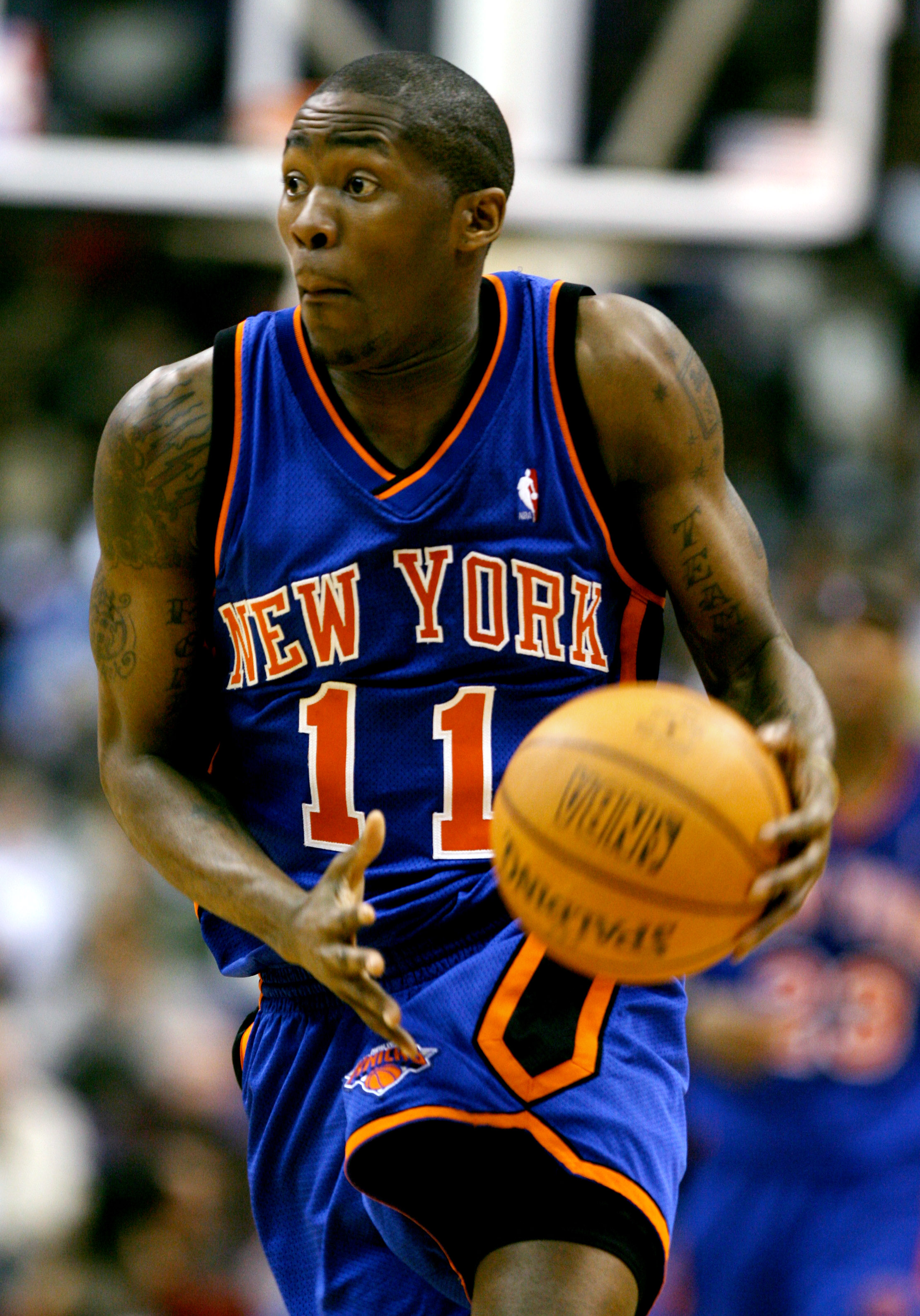
Crawford com o New York Knicks

Crawford se juntou a outro time jovem e em reconstrução no New York Knicks. Em seu primeiro ano com a equipe, ele jogou 70 jogos (67 como titular) e teve médias de 17,7 pontos, 2,9 rebotes, 4,3 assistências e 1,4 roubadas de bola. Sua pontuação ultrapassou 20 pontos em muitos jogos, incluindo uma vitória notável sobre o Charlotte Bobcats onde ele teve 41 pontos.
Em seu segundo ano em Nova York, ele assumiu um papel reduzido de sexto homem sob o comando do técnico Larry Brown. Embora tenha demorado algum tempo, Crawford acabou abraçando o novo papel. Ele teve médias de 14,3 pontos, 3,1 rebotes e 3,8 assistências em 79 jogos (27 como titular). Os Knicks, com um recorde de 23-59, ficaram aquém dos playoffs.
Decidindo seguir uma nova direção na temporada de 2006-07, os Knicks substituíram Larry Brown por Isiah Thomas como treinador principal, a quarta substituição da equipe nessa posição em três anos. Crawford foi limitado a 59 jogos (36 como titular) devido a uma lesão; mas ele teve médias de 17,6 pontos, 3,2 rebotes e 4,4 assistências.
Na temporada de 2007-08, ele foi colocado de volta no time titular em todos os 80 jogos que disputou e teve médias de 20,6 pontos, 2,6 rebotes e 5 assistências.
Na temporada de 2008-09, ele jogou em apenas 11 jogos pelos Knicks antes de ser negociado com o Golden State Warriors em uma troca por Al Harrington.

### Golden State Warriors (2008–2009)

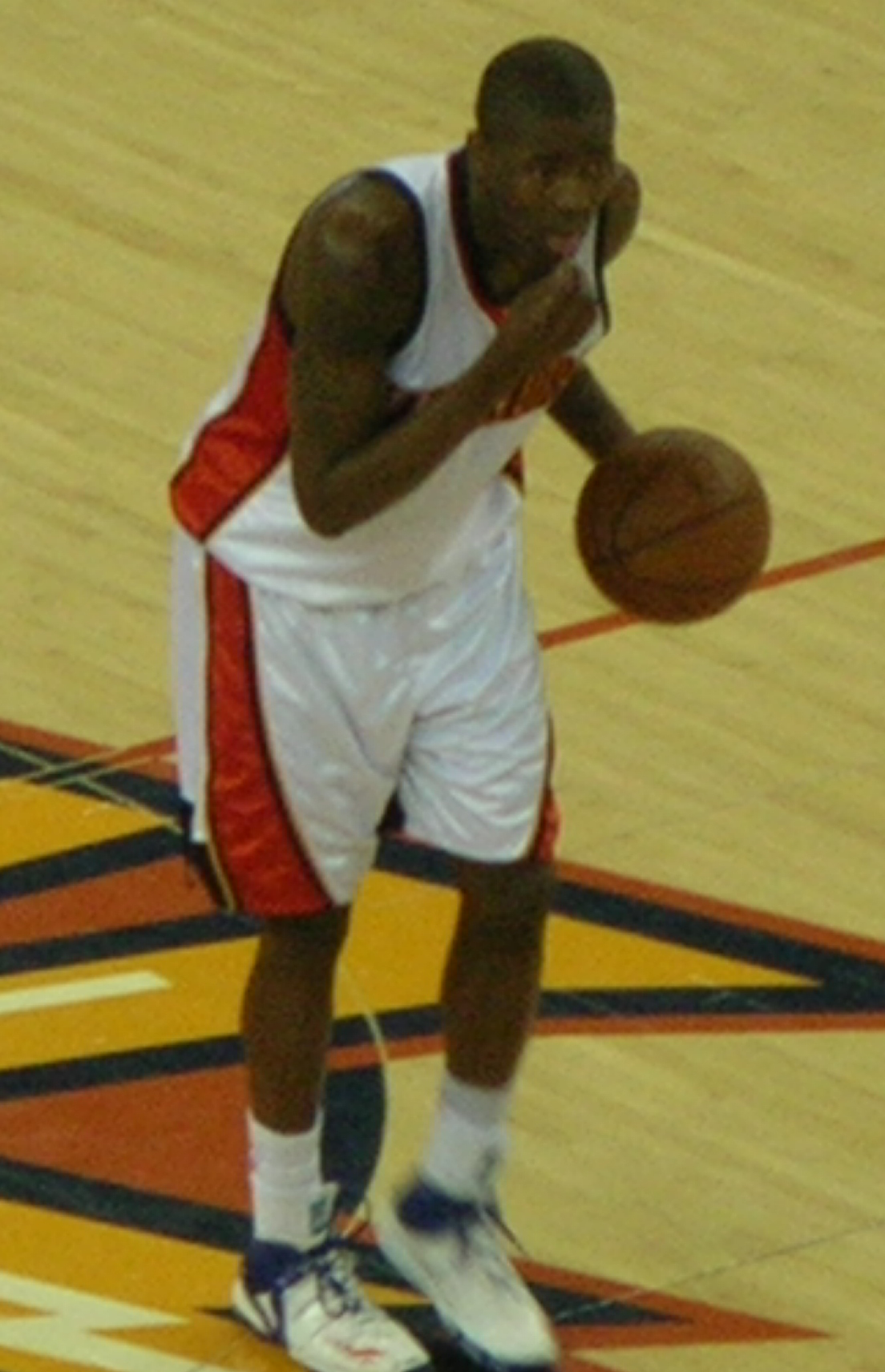
Crawford no Golden State Warriors

Crawford provou ser um ajuste ideal no ataque do técnico Don Nelson devido ao seu arremesso de três pontos e habilidade de manuseio de bola. Ele jogou em 54 jogos pelos Warriors na temporada de 2008-09 e foi titular em todos eles. Crawford teve médias de 20 pontos, 4,4 assistências e 1,5 rebotes.
Em 20 de dezembro de 2008, durante uma vitória por 110-103 sobre o Charlotte Bobcats, Crawford marcou 50 pontos e se tornou o quarto jogador na história da NBA - depois de apenas Wilt Chamberlain, Bernard King e Moses Malone - a marcar mais de 50 pontos com três equipes.
No final da temporada, o Atlanta Hawks adquiriu Crawford em uma troca por Acie Law e Speedy Claxton.

### Atlanta Hawks (2009–2011)
Crawford se juntou ao Atlanta Hawks na temporada de 2009-10.
Em 3 de fevereiro de 2010, em uma vitória sobre o Los Angeles Clippers, Crawford estabeleceu um recorde da NBA de mais jogadas de quatro pontos na carreira, superando Reggie Miller. Sendo reserva de Joe Johnson e Mike Bibby, ele teve médias de 18 pontos, 2,5 rebotes e 2 assistências. Crawford foi um dos principais candidatos ao Prêmio de Sexto Homem e ganhou o prêmio em 2010. Os Hawks, liderados por Johnson, Josh Smith, Al Horford, Bibby e Crawford, se classificaram para os playoffs; esta conquista seria sua primeira viagem aos playoffs. Os Hawks ultrapassariam o Milwaukee Bucks em sete jogos mas perderiam para o Orlando Magic.
Na temporada de 2010-11, os Hawks demitiram o técnico Mike Woodson e contrataram Larry Drew. Crawford teve médias de 14,2 pontos, 1,7 rebotes e 3,2 assistências e foi novamente considerado para o Prêmio de Sexto Homem. Tendo chegado aos playoffs como a 5ª melhor campanha da Conferência Leste, os Hawks venceram o Orlando Magic mas foram eliminados pelo Chicago Bulls.

### Portland Trail Blazers (2011–2012)
Em 15 de dezembro de 2011, Crawford assinou um contrato de 2 anos e US$10.2 milhões com o Portland Trail Blazers. Ele teve médias de 14,0 pontos em 60 jogos enquanto liderava a liga em porcentagem de lances livres com 92,7% na temporada encurtada.

### Los Angeles Clippers (2012–2017)

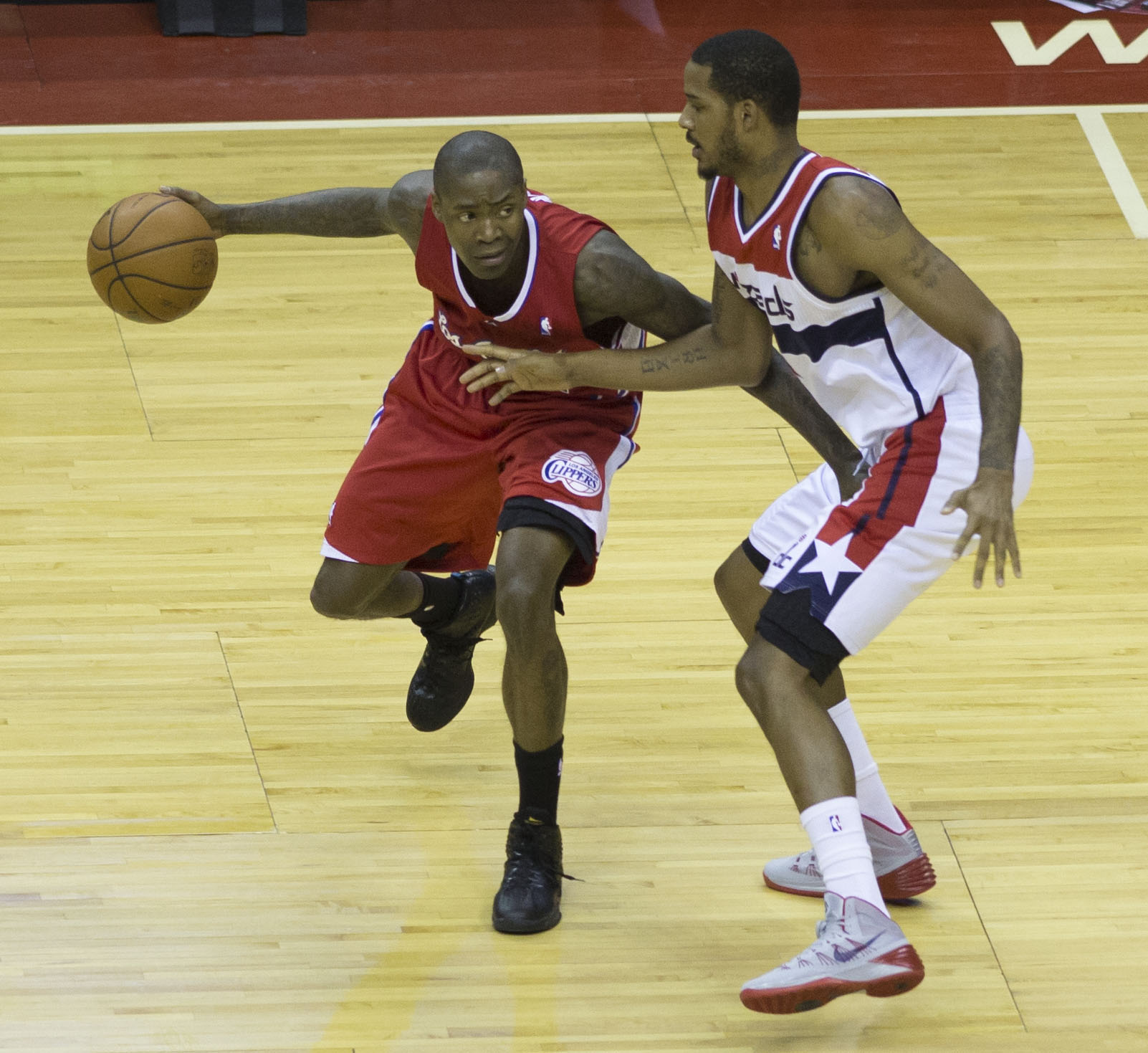
Crawford sendo marcado por Trevor Ariza

Em 11 de julho de 2012, Crawford assinou um contrato de 4 anos e US$21.3 milhões com o Los Angeles Clippers.
Na temporada de 2012-13, Crawford teve médias de 16,5 pontos, 1,7 rebotes e 2,5 assistências em 76 jogos. Ele também terminou em 2º lugar na votação para o Prêmio de Sexto Homem do Ano de 2013, perdendo para J. R. Smith. Na rodada de abertura dos playoffs, os Clippers foram derrotados pelo Memphis Grizzlies em seis jogos e Crawford teve médias de 10,8 pontos, 2 rebotes e 1,7 assistências.
Na temporada de 2013-14, Crawford liderou os jogadores reservas da liga na pontuação com média de 18,6 pontos. Ele saiu do banco em 45 dos 69 jogos que disputou.
Em 8 de maio de 2014, Crawford ganhou o Prêmio de Sexto Homem de 2014, seu segundo título. Crawford também ajudou os Clippers a terminar com seu melhor recorde na história da franquia com 57-25.
Em 8 de dezembro de 2014, durante o último quarto de um jogo contra o Phoenix Suns, Crawford recebeu uma expulsão técnica, sua primeira expulsão em sua carreira de 976 jogos.
Em 2 de novembro de 2015, durante uma vitória sobre os Suns, Crawford chegou aos 16.000 pontos. Em 19 de abril, ele foi nomeado o Prêmio de Sexto Homem pela terceira vez em sua carreira. Aos 36 anos, ele quebrou seu próprio recorde, estabelecido em 2014, como o mais velho vencedor do prêmio.
Em 8 de julho de 2016, Crawford assinou um contrato de 3 anos e US$42 milhões com os Clippers. Com uma cesta de três pontos no segundo quarto na derrota dos Clippers por 118-109 para o Toronto Raptors em 6 de fevereiro de 2017, Crawford se tornou o sexto jogador da NBA a atingir 2.000 cestas de três pontos. Ele se juntou a Ray Allen, Reggie Miller, Jason Terry, Vince Carter e Paul Pierce. Durante o jogo, ele também ultrapassou Eddie Johnson como o segundo maior pontuador como reserva com 9.572 pontos.
Em 6 de julho de 2017, os Clippers trocaram Crawford e uma escolha de primeira rodada de 2018 para o Atlanta Hawks como parte de um despejo salarial que abriu caminho para adquirir Danilo Gallinari. Os Hawks dispensaram Crawford no dia seguinte.

### Minnesota Timberwolves (2017–2018)
Em 19 de julho de 2017, Crawford assinou um contrato de 2 anos e US$8.9 milhões com o Minnesota Timberwolves.
Em sua única temporada em Minnesota, ele jogou em 80 jogos e teve médias de 10.3 pontos e 2.3 assistencias. Em junho de 2018, Crawford ganhou o prêmio Twyman-Stokes Teammate of the Year.

### Phoenix Suns (2018–2019)
Em 17 de outubro de 2018, Crawford assinou um contrato de 1 anos e US$2.3 milhões com o Phoenix Suns.
Em 6 de janeiro de 2019, em uma derrota por 119-113 para o Charlotte Hornets, ele marcou 16 pontos e se juntou a Dell Curry como os únicos jogadores da NBA a registrar mais de 11.000 pontos como reserva. Na temporada de 2018-19, Crawford teve médias de 15,1 pontos e 6,8 assistências.
Em 9 de abril de 2019, em uma derrota por 120-109 para o Dallas Mavericks, Crawford fez história na NBA ao registrar 51 pontos. Aos 39 anos e 20 dias, ele quebrou dois recordes da NBA: o jogador mais velho a somar mais de 50 pontos - mantido por Michael Jordan aos 38 anos e 315 dias desde 29 de dezembro de 2001 - bem como o maior número de pontos marcados por um jogador reserva, ocupado por Nick Anderson com 50 pontos em 23 de abril de 1993. Ele também se tornou o único jogador na história da NBA a registrar 50 pontos em um jogo com quatro equipes diferentes.

### Brooklyn Nets (2020)
Em 9 de julho de 2020, o Brooklyn Nets anunciou que havia contratado Crawford pelo restante da temporada de 2019-20. Quatro jogadores dos Nets optaram por não participar da bolha da NBA devido a testes positivos de COVID-19, o que levou à contratação de Crawford.
Em 4 de agosto de 2020, ele estreou no time e registrou 5 pontos e 3 assistências em cinco minutos em uma vitória por 119-116 sobre o Milwaukee Bucks. Com esse jogo, Crawford não só se tornou o 29º jogador a jogar aos 40 anos, mas também foi o oitavo jogador a jogar pelo menos 20 temporadas da NBA, juntando-se a Vince Carter, Kevin Garnett, Dirk Nowitzki, Robert Parish, Kevin Willis, Kareem Abdul-Jabbar e Kobe Bryant.
Esse acabou sendo seu último jogo da NBA, já que Crawford não jogou por nenhum time durante a temporada de 2021-22 e anunciou oficialmente sua aposentadoria da liga em 21 de março de 2022.

## Carreira como comentarista
Crawford começou a fazer transmissões de jogos para o NBA League Pass ao lado de Quentin Richardson em novembro de 2021.

## Vida pessoal
Crawford se casou com Tori Lucas em 23 de agosto de 2014. Entre aqueles que compareceram ao seu casamento estavam Blake Griffin, Matt Barnes, Chris Paul, DeAndre Jordan, Spencer Hawes, Nate Robinson e Isaiah Thomas.
Crawford organizou treinos secretos por Seattle, recrutando um elenco rotativo de participantes de nível de elite que incluem nomes como Zach LaVine e Kyrie Irving. Entre outras atividades comunitárias de caridade, Crawford fornece uma plataforma para jogadores locais que desejam progredir do status de amador para profissional através da liga "The Crawsover". Esta liga de verão está entre as mais prestigiadas do país, mas a entrada é gratuita. Profissionais como Chris Paul e Kevin Durant já participaram no passado.
Crawford faz uma participação especial no videoclipe da música "Feelin Myself" do rapper de Seattle, Kid Sensation.

## Estatísticas da carreira

### NBA

#### Temporada regular
| Ano      | Equipe        | PJ  | PT  | MPJ  | AP   | 3P   | LL    | RT  | AS  | BR  | TO | PPJ  |
| -------- | ------------- | --- | --- | ---- | ---- | ---- | ----- | --- | --- | --- | -- | ---- |
| 2000–01  | Chicago       | 61  | 8   | 17.2 | .352 | .350 | .794  | 1.5 | 2.3 | .7  | .2 | 4.6  |
| 2001–02  | Chicago       | 23  | 6   | 20.9 | .476 | .448 | .769  | 1.5 | 2.4 | .8  | .2 | 9.3  |
| 2002–03  | Chicago       | 80  | 31  | 24.9 | .413 | .355 | .806  | 2.3 | 4.2 | 1.0 | .3 | 10.7 |
| 2003–04  | Chicago       | 80  | 73  | 35.1 | .386 | .317 | .833  | 3.5 | 5.1 | 1.4 | .4 | 17.3 |
| 2004–05  | New York      | 70  | 67  | 38.4 | .398 | .361 | .843  | 2.9 | 4.3 | 1.3 | .3 | 17.7 |
| 2005–06  | New York      | 79  | 27  | 32.3 | .416 | .345 | .826  | 3.1 | 3.8 | 1.1 | .2 | 14.3 |
| 2006–07  | New York      | 59  | 36  | 37.3 | .400 | .320 | .838  | 3.2 | 4.4 | 1.0 | .1 | 17.6 |
| 2007–08  | New York      | 80  | 80  | 39.9 | .410 | .356 | .864  | 2.6 | 5.0 | 1.0 | .2 | 20.6 |
| 2008–09  | New York      | 11  | 11  | 35.6 | .432 | .455 | .761  | 1.5 | 4.4 | .8  | .0 | 19.6 |
| 2008–09  | Golden State  | 54  | 54  | 38.6 | .406 | .338 | .889  | 3.3 | 4.4 | .9  | .2 | 19.7 |
| 2009–10  | Atlanta       | 79  | 0   | 31.1 | .449 | .382 | .857  | 2.5 | 3.0 | .8  | .2 | 18.0 |
| 2010–11  | Atlanta       | 76  | 0   | 31.1 | .421 | .341 | .854  | 1.7 | 3.2 | .8  | .2 | 14.2 |
| 2011–12  | Portland      | 60  | 6   | 26.9 | .384 | .308 | .927* | 2.0 | 3.2 | .9  | .2 | 13.9 |
| 2012–13  | L.A. Clippers | 76  | 0   | 29.3 | .438 | .376 | .871  | 1.7 | 2.5 | 1.0 | .2 | 16.5 |
| 2013–14  | L.A. Clippers | 69  | 24  | 30.3 | .416 | .361 | .866  | 2.3 | 3.2 | .9  | .2 | 18.6 |
| 2014–15  | L.A. Clippers | 64  | 4   | 26.6 | .396 | .327 | .901  | 1.9 | 2.5 | .9  | .2 | 15.8 |
| 2015–16  | L.A. Clippers | 79  | 5   | 26.9 | .404 | .340 | .904  | 1.8 | 2.3 | .7  | .2 | 14.2 |
| 2016–17  | L.A. Clippers | 82  | 1   | 26.3 | .413 | .360 | .857  | 1.6 | 2.6 | .7  | .2 | 12.3 |
| 2017–18  | Minnesota     | 80  | 0   | 20.7 | .415 | .331 | .903  | 1.2 | 2.3 | .5  | .1 | 10.3 |
| 2018–19  | Phoenix       | 64  | 0   | 18.9 | .397 | .332 | .845  | 1.3 | 3.6 | .5  | .2 | 7.9  |
| 2019–20  | Brooklyn      | 1   | 0   | 6.0  | .500 | .500 | .000  | 0.0 | 3.0 | .0  | .0 | 5.0  |
| Carreira | Carreira      | 655 | 174 | 24.0 | .414 | .340 | .648  | 2.0 | 2.2 | .7  | .1 | 8.5  |

#### Playoffs
| Ano      | Equipe        | PJ | PT | MPJ  | AP   | 3P   | LL    | RT  | AS  | BR  | TO | PPJ  |
| -------- | ------------- | -- | -- | ---- | ---- | ---- | ----- | --- | --- | --- | -- | ---- |
| 2010     | Atlanta       | 11 | 0  | 31.9 | .364 | .360 | .845  | 2.7 | 2.7 | .8  | .1 | 16.3 |
| 2011     | Atlanta       | 12 | 0  | 29.8 | .394 | .350 | .824  | 1.3 | 2.5 | .8  | .3 | 15.4 |
| 2013     | L.A. Clippers | 6  | 0  | 26.8 | .387 | .273 | 1.000 | 2.0 | 1.7 | .5  | .2 | 10.8 |
| 2014     | L.A. Clippers | 13 | 0  | 24.1 | .398 | .342 | .886  | 1.5 | 2.0 | .9  | .2 | 15.5 |
| 2015     | L.A. Clippers | 14 | 0  | 27.1 | .360 | .243 | .867  | 2.1 | 1.9 | .9  | .2 | 12.7 |
| 2016     | L.A. Clippers | 6  | 1  | 33.2 | .379 | .190 | .880  | 2.2 | 2.2 | 1.7 | .0 | 17.3 |
| 2017     | L.A. Clippers | 7  | 0  | 28.0 | .422 | .240 | 1.000 | 1.3 | 1.9 | .6  | .1 | 12.6 |
| 2018     | Minnesota     | 5  | 0  | 24.6 | .447 | .412 | .769  | 2.6 | 2.4 | 1.0 | .0 | 11.8 |
| Carreira | Carreira      | 74 | 1  | 28.1 | .393 | .301 | .883  | 1.9 | 2.1 | .8  | .1 | 14.0 |

### Universitário
| Ano     | Equipe   | PJ | PT | MPJ  | AP   | 3P   | LL   | RT  | AS  | BR  | TO  | PPJ  |
| ------- | -------- | -- | -- | ---- | ---- | ---- | ---- | --- | --- | --- | --- | ---- |
| 1999–00 | Michigan | 17 | 15 | 33.9 | .412 | .327 | .784 | 2.8 | 4.5 | 1.1 | 0.9 | 16.6 |